# 爵士音阶
爵士音阶指的是在爵士乐中使用的任何音阶。很多爵士音阶都是直接从西方欧洲古典音乐中借鉴过来的，包括自然音阶（diatonic scale），全音阶（whole-tone，八度内用全音分隔的六个音），八度音阶（octatonic或diminished，八度内使用“全-半”或者“半-全”分隔的八个音），以及上行的古典旋律小调（爵士乐理论中古典旋律小调的下行旋律并不还原回自然小调，这种旋律小调叫爵士小调）的各种modes（例如dorian, lydian等）。这些音阶在19世纪后期和20世纪早期的作曲家（例如里姆斯基-科萨科夫、德彪西、拉威尔和史特拉文斯基）中得到广泛的使用，他们的作曲活动直接参与到了后来爵士乐的实践。还有一些爵士音阶，例如bebop音阶，则是在普通自然音阶中增加了一些色彩性的过渡音。
爵士乐有一个重要特点，在爵士理论中被称为“和弦-音阶兼容的原则”：一系列的和弦会产生一系列相兼容的音阶。在古典的大调和声中，出现的和弦一般都属于同一个音阶（例如在C大调中走I-II-V-I这个和声进行，和弦使用的都是C自然大调中的音）。而在爵士乐中，一个四个和弦的和声进行可能会用到四个不同的音阶，这通常都是和弦自身修改的结果。例如，演奏C大调时，爵士乐手可能把五级和弦的G-B-D-F（属七和弦）的五音降半个音，成为G-B-D♭-F（7♭5和弦）。其他的即兴乐手遇到这个修改后的和弦，就会选择一个相兼容的音阶（包含G-B-D♭-F这四个音）来演奏旋律，例如G调的全音阶（G-A-B-C♯-D♯-F），例如G调八度音阶（G-A♭-B♭-B-C♯-D-E-F），例如D调或A♭调的爵士小调的一个mode（分别是G-A-B-C♯-D-E-F或G-A♭-B♭-C♭-D♭-E♭-F）。这些音阶都可以称之为与修改后的这个属七和弦“兼容”。“和弦-音阶兼容原则”是爵士乐和声理论和传统和声理论的根本性差别。
“避免音”，指的是在爵士乐理论和实践中认为的，在当前兼容的和弦和音阶中，音阶中的某个与当前和弦极度不和谐的音符，这个音符要么尽量避免演奏，要么修改成和谐的。例如在大调和声中的4音和11音就属于这种情况，他们要么只能当过渡音演奏，要么升半个音使用。对于一个普通音符，避免音通常是小二度音，或者是小九度音；对于和弦的根音，避免音一般是四度音。
“想知道古典和声和现代和声的差别，看看他们分别怎么认定不和谐音就是个不错的途径。古典的观点是当前和弦之外的音都算是不和谐的，都需要被解决……现代和声则告诉你只有音阶中的哪些音是不和谐的，需要被避免，别的音都ok。”

## 自然大调的模式
以下是自然大调的7个mode即兼容的音阶（避免音可以在避免音词条中查阅）。
| I    | Ionian mode     | C D E F G A B C      | (搭配和弦 CM7)           |
| II   | Dorian mode     | C D E♭ F G A B♭ C    | (搭配和弦 Cm6 or Cm7 13) |
| III  | Phrygian mode   | C D♭ E♭ F G A♭ B♭ C  | (搭配和弦 Csus4 ♭9)      |
| IV   | Lydian mode     | C D E F♯ G A B C     | (搭配和弦 CM7 ♯11)       |
| V    | Mixolydian mode | C D E F G A B♭ C     | (搭配和弦 C7)            |
| VI   | Aeolian mode    | C D E♭ F G A♭ B♭ C   | (搭配和弦 Cm7 ♭13)       |
| VIIo | Locrian mode    | C D♭ E♭ F G♭ A♭ B♭ C | (搭配和弦 Cm7♭5)         |

## Bebop音阶
bebop音阶是在普通七声大调音阶（Ionian和Mixolydian模式下的）加入了一个过渡音形成的八音音阶。如此一来在四四拍的节奏中演奏正好在数量上可以匹配，因而在练习中较常用。例如我们默念"one-and-two-and-three-and-four-and...”来打四四拍，顺序演奏bebop音阶，就会正好让和弦外的音（如属七和弦中的根音、三音、五音和降七音之外的音）落到”and"上（即节奏中的upbeat），成为所谓的过渡音。
最常见的用法有两种：
属Bebop音阶（Dominant bebop scale），为Mixolydian模式添加了一个升7音，即上行为1 2 3 4 5 6 ♭7 7 (8)，下行为8 ♭7 6 ♭6 5 4 3 2 (1)。这个音阶跟II-V和声进行很搭。
大调bebop音阶，实在Ionian模式上加了升五音，即1 2 3 4 5 ♯5 6 7 (8)。

## 爵士小调的模式
下面是C调爵士小调的7个mode。
| I   | 上行旋律小调                                                    | T, 2,♭3, 4, 5, 6, 7  | (搭配和弦 C- maj7 or C-6, 和声进行上作为I级和弦(I minor))                 |
| II  | Phrygian ♮6 (或Dorian ♭2)                                       | T,♭2,♭3, 4, 5, 6,♭7  | (搭配使用 D7 sus ♭9, 和声进行上作为属和弦)                                |
| III | Lydian augmented (Lydian ♯5)                                    | T, 2, 3,♯4,♯5, 6, 7  | (搭配使用 E♭ maj7 +5 chord, 和声进行上作为I级和弦（I+）)                  |
| IV  | Lydian dominant (也作"Lydian ♭7")(另一个名字是Mixolydian ♯4)    | T, 2, 3,♯4, 5, 6,♭7  | (搭配和弦F7 ♯11, 和声进行上作为属和弦（但不是即将解决到I级和弦的属和弦）) |
| V   | Mixolydian ♭6 (或简单称为"fifth mode")                          | T, 2, 3, 4, 5,♭6,♭7  | (搭配和弦G7 ♭13, 作为属和弦)                                              |
| VI  | half-diminished"音阶)                                           | T, 2,♭3, 4, ♭5,♭6,♭7 | (搭配和弦Ami7 ♭5, 作为II级和弦(II minor))                                 |
| VII | Super Locrian (也作"altered dominant scale", 或"altered scale") | T,♭2,♭3, ♭4,♭5,♭6,♭7 | (搭配和弦 B7 ♯9 ♭13, 作为属和弦)                                          |

应该被指出的是，这些音阶的名字大部分来源于自然大调音阶的相应mode名的变化。例如Phrygian ♮6，即爵士小调的第二个mode，之所以这样命名是因为它与自然大调的Phrygian mode相同，除了一个升高的6音。

## 全音阶
全音阶一般用来搭配V7 +5和弦（例如G7 +）。

## 五声音阶
大小调的五声音阶在爵士乐中也较常用。
使用贝斯或者吉他的爵士乐手会用几种有意思的方式来使用他们。例如，在和弦Bb Maj7#11时，可以使用根音为Bb的2音的大调五声音阶（C D E G A），这五个音对于Bb Maj7#11来说，分别是9、3、#11、13和7。类似的，在和弦F#7时，同样可以使用C大调五声音阶，这回对于F#7和弦，分别对应为♭5、♭13、♭7、♭9和♯9。